# استان اشکودر
استان اشکودر (به آلبانیایی: Rrethi i Shkodrës) نام یکی از استان‌های سی و شش‌گانه کشور آلبانی است.